# Morgan, South Australia
Morgan är en ort i Australien. Den ligger i kommunen Mid Murray och delstaten South Australia, omkring 140 kilometer nordost om delstatshuvudstaden Adelaide.
Trakten runt Morgan är nära nog obefolkad, med mindre än två invånare per kvadratkilometer.. Det finns inga andra samhällen i närheten.
Omgivningarna runt Morgan är i huvudsak ett öppet busklandskap. Genomsnittlig årsnederbörd är 320 millimeter. Den regnigaste månaden är februari, med i genomsnitt 68 mm nederbörd, och den torraste är oktober, med 8 mm nederbörd.